# كأس سويسرا 1925–26
كأس سويسرا 1925–26  هو الموسم 1 من كأس سويسرا. أقيم خلال الفترة 6 سبتمبر 1925 وحتى 23 مارس 1926، وأشرف على تنظيمه اتحاد سويسرا لكرة القدم، وفاز فيه نادي غراسهوبر زيوريخ.